# 栃木市立三鴨小学校
栃木市立三鴨小学校（とちぎしりつみかもしょうがっこう）は、栃木県栃木市藤岡町甲にある公立小学校。

## 沿革
出典：学校概要・校歌 - 栃木市立三鴨小学校
明治37年9月1日 三鴨尋常小学校創立開校（記念日）
昭和22年4月1日 三鴨村立三鴨小学校と改称（中学校分離）
昭和30年3月31日 藤岡町立三鴨小学校と改称（町村合併）
昭和37年10月14日 プール完成
昭和46年3月9日 校舎改築（鉄筋３階建）
昭和48年2月5日 体育館完成
昭和58年10月24日 文部省県教委指定同和教育研究発表
昭和63年8月31日 特別教室新設（鉄筋２階建）
平成2年10月3日 体育舎新設
平成7年9月5日 校庭改修工事及びスプリンクラー設置
平成11年11月5日 県教委・町教委指定同和教育研究発表
平成12年9月30日 秋季大運動会を地区民体育祭と合同実施（みかもニコリンピック）
平成14年9月25日 外トイレ（体育館前）新設
平成15年9月10日 ＩＴ機器利用のための校内ネットワーク整備及びパソコン教室の改修
平成16年11月20日 創立百周年記念式典開催
平成17年7月25日 町教委指定学力向上研究発表（夏休み課外指導を通して）
平成19･20年度 文部科学省豊かな体験活動推進事業「命の大切さを学ばせる体験活動に関する調査研究」指定校
平成19年9月26日 国旗掲揚塔設置（上岡房子氏寄贈）
平成21年6月15日 県教育委員会より道徳教育の推進・充実により優良学校の表彰を受ける
平成22年3月29日 栃木市立三鴨小学校と改称（１市３町合併）
平成22年11月17日 体育館耐震補強工事完了
平成24年10月18日 本校舎耐震補強工事完了
平成26～28年度 市学力向上推進研究校（藤岡第一中学校区）
平成28年8月31日 普通教室・特別教室エアコン工事完了
平成29年8月 トイレ洋式化
令和２･３年度 市道徳教育推進研究校（藤岡第一中学校区）
令和2年11月30日 体育館改修工事完了

## 教育方針
やさしい子…優しさと向上心をもち、自他を 尊重できる子を育てる
かしこい子…自ら課題を見つけ、協働して 学び合う子を育てる
たくましい子…粘り強く、最後までやりぬく子を育てる

## 主な行事
・みかもっ子大運動会(運動会)
・みかもっ子フェスティバル (文化祭)

## 通学区域
- 藤岡町甲
- 藤岡町都賀
- 藤岡町太田
- 藤岡町大田和

## 進学
公立学校に進学する場合、本校の通学区域全域が栃木市立藤岡中学校の学区となっている。